# Loma de Bailanderos
La Loma de Bailanderos es una montaña de la sierra de Guadarrama (perteneciente al sistema Central). Administrativamente se encuentra entre los términos municipales de Manzanares el Real, en su cara sur, y Rascafría, en su cara norte. Estos dos municipios se encuentran en el noroeste de la Comunidad de Madrid (España). La Loma de Bailanderos tiene una altitud de 2133 metros y pertenece al cordal montañoso de Cuerda Larga. Está situada entre las montañas de Asómate de Hoyos, que queda al oeste, y La Najarra, que está al este.
Su nombre viene de los grandes bloques rocosos que cubren su cima y que se balancean ligeramente, con el simple peso de una persona, al no apoyarse firmemente unos con otros, de ahí que los pastores que recorrían la sierra en busca de pasto le pusiesen este nombre. 

## Descripción

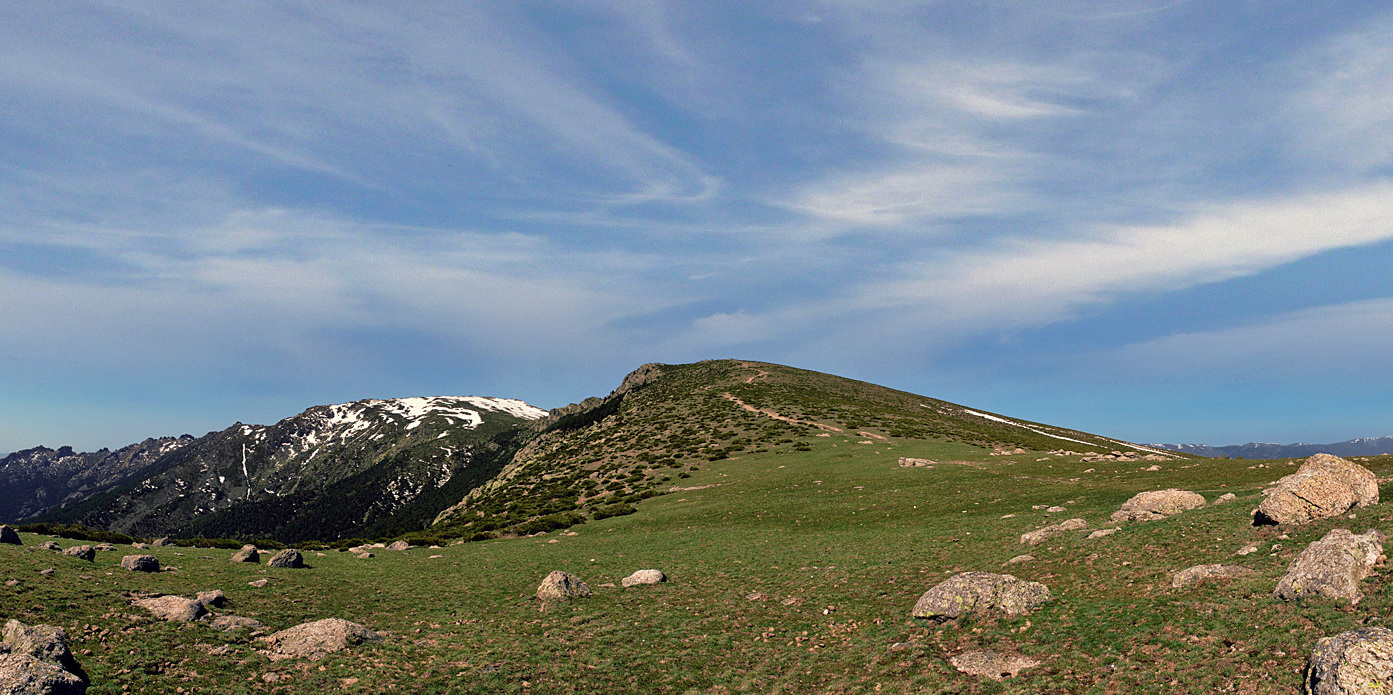
Vista de la ladera este de la loma de Bailanderos desde el collado de La Najarra, sierra de Guadarrama, Madrid.

La cara norte de la Loma de Bailanderos vierte sus aguas a la zona alta del Valle del Lozoya, mientras que su vertiente sur pertenece a la Hoya de San Blas. Hasta una altura de unos 1900 metros de altitud sus laderas están cubiertas principalmente por boques de pino silvestre, más denso en la cara norte. A partir de la citada cota el pinar deja paso a canchales y zonas con matorrales rastreros de alta montaña como el piorno serrano y el enebro rastrero. 
La ascensión más corta se hace por el camino que sale del puerto de la Morcuera (1796 m), de donde sale un camino qu asciende en dirección suroeste. Este sendero entronca con el camino de Cuerda Larga y en él se debe continuar hacia el oeste para alcanzar la cima. La ruta es de 3,7 km (solo ida), el desnivel acumulado es de unos 350 metros y no tiene dificultades técnicas. En invierno hay que usar crampones y piolets ya que a esa altitud hay mucha nieve y hielo.

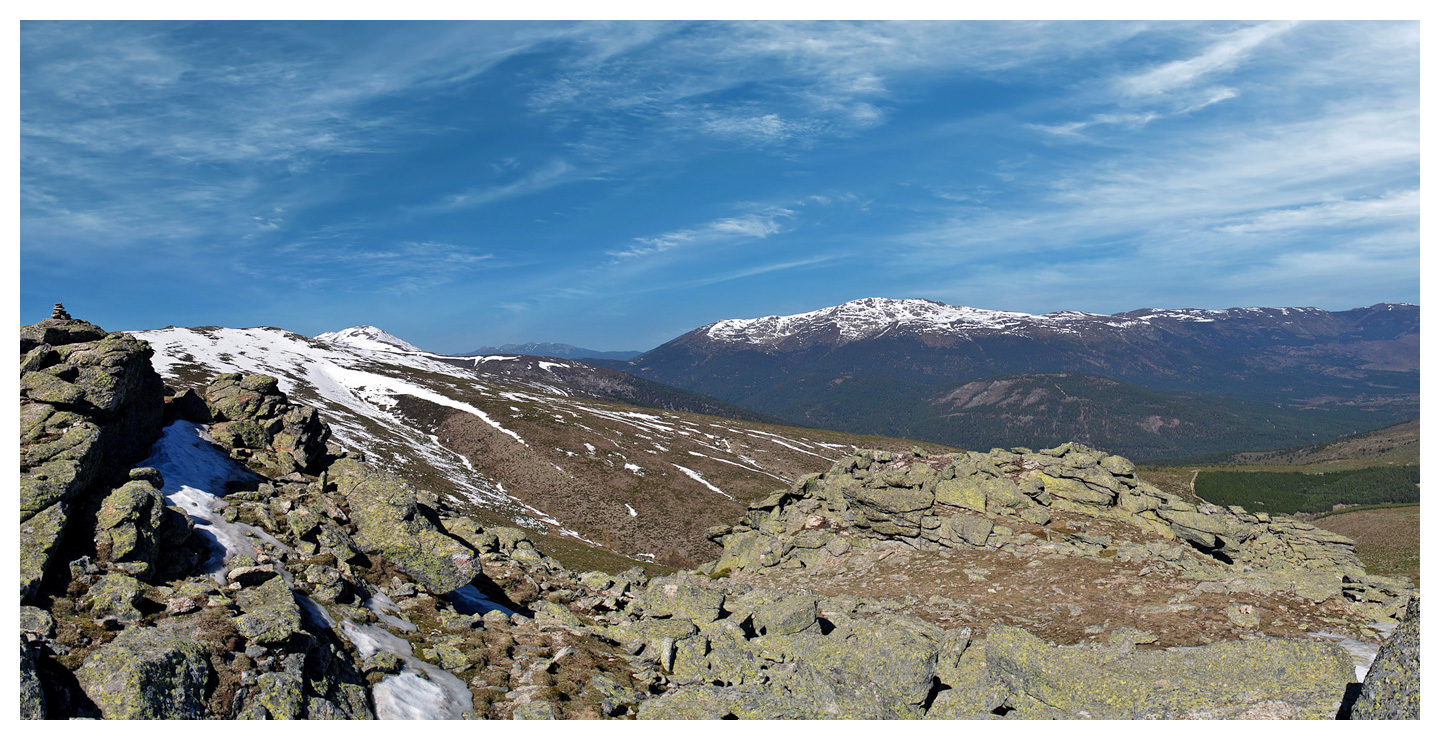
Vista del macizo de Peñalara y Valle del Paular desde la Loma de Bailanderos, sierra de Guadarrama, Madrid.